# 이예진
이예진(1984년 12월 22일 ~ )은 대한민국의 CCM 싱어송라이터다.

## 학력
- 서울예술대학 작곡
- 수원여자대학 보컬

## 방송
- CTS 대한민국 K-가스펠 (2021) - 동상

## 수상
- 제18회 CBS 창작복음성가제 대상 (2007)
- 제28회 MBC 대학가요제 대상 (2004)